# Urirotstock
De Urirotstock is een bergtop in het kanton Uri in Zwitserland met een hoogte van 2928 meter en daarmee de hoogste berg op minder dan 10 km afstand van het Vierwoudstrekenmeer.
De berg ligt tussen het dal van Engelberg en het Vierwoudstrekenmeer op het grondgebied van de gemeente Isenthal. De berg is niet ontsloten door kabelbanen, maar zijn wel enige wandel- en klimroutes. In het zuiden van de berg liggen, gescheiden door de Blüemlisalpfirn, de volgende bergtoppen: Engelberger Rotstock, Wissigstock, Blackenstock en de Brunnistock. De westelijke flank van de berg loopt af in het Grosstal, de oostelijk flank in het Chlital. Op de noordelijk uitloper van de berg bevindt zich nog de Schlieren (2830 meter).

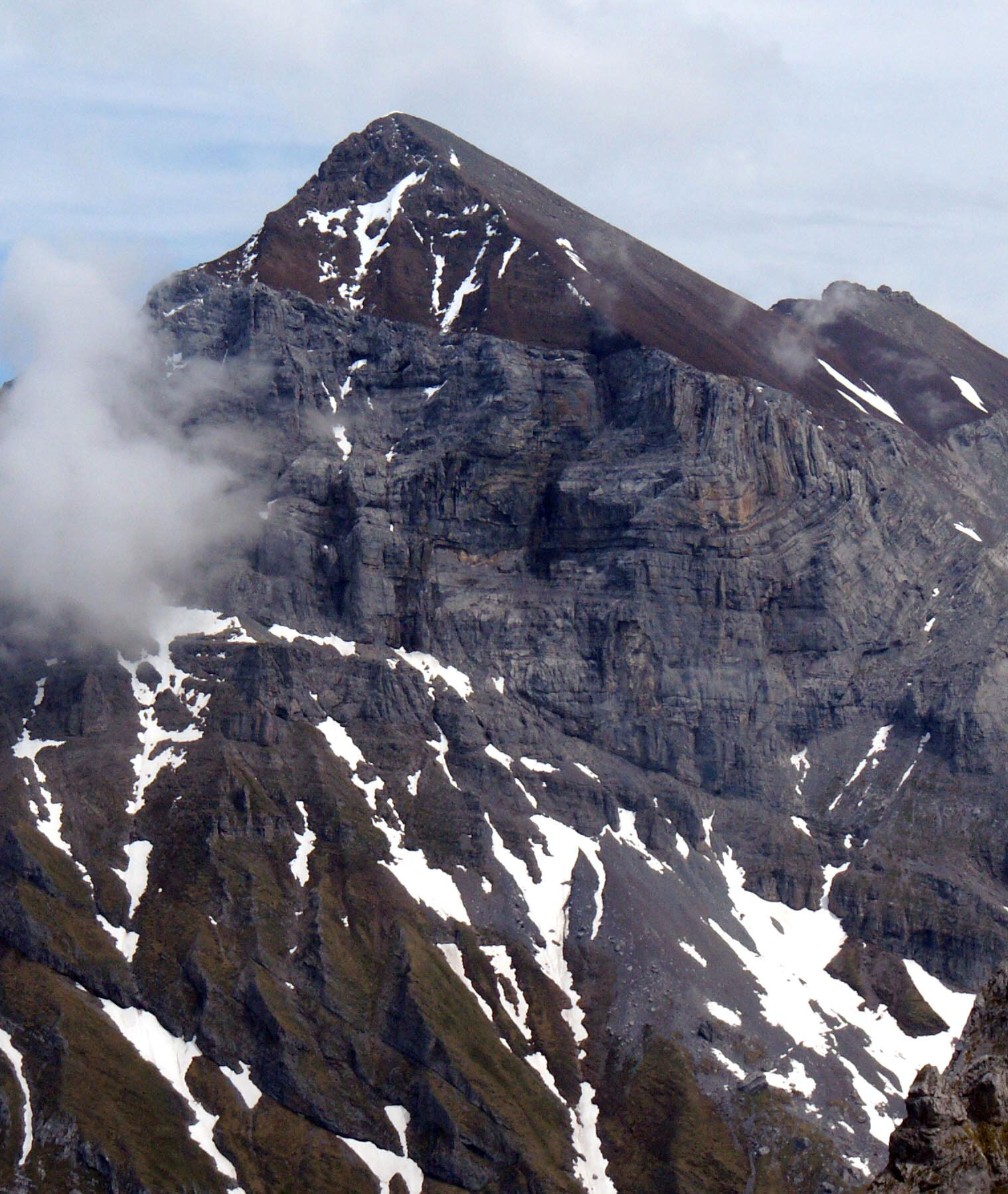
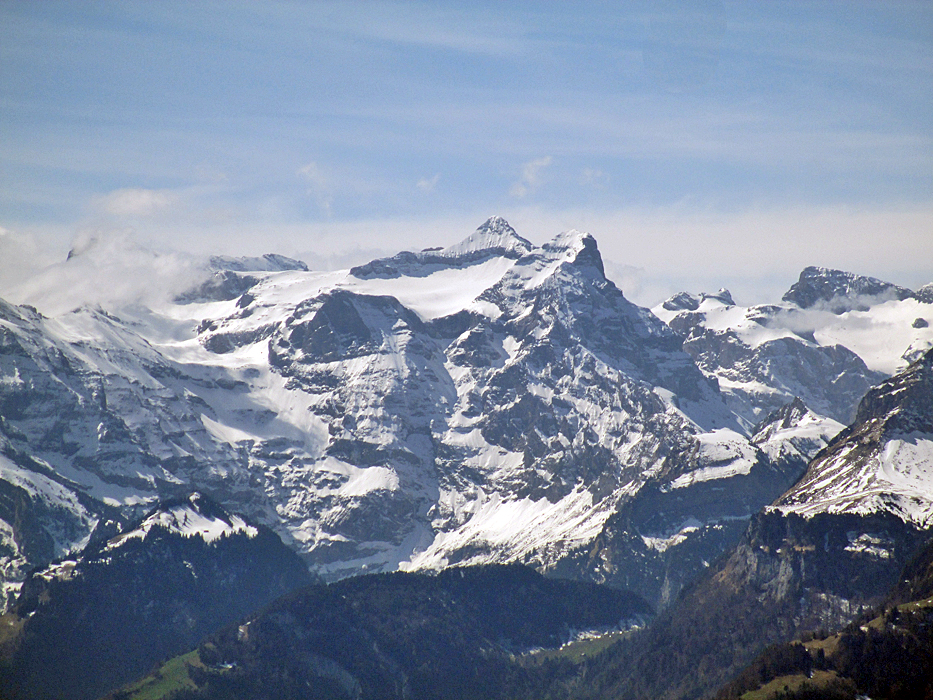